# James Boyd
James Felton „Jim” Boyd (ur. 30 listopada 1930 w Rocky Mount w stanie Karolina Północna, zm. 25 stycznia 1997 w Baltimore w Maryland) – amerykański bokser kategorii półciężkiej, mistrz olimpijski z 1956.
Zdobył złoty medal w wadze półciężkiej (do 81 kg) na letnich igrzyskach olimpijskich w 1956 w Melbourne, wygrywając w finale z Gheorghe Negreą z Rumunii.
Po igrzyskach przeszedł na zawodowstwo, ale stoczył tylko 7 walk, z których wygrał 2. (1 przez nokaut), przegrał 2 i zremisował 3. Jego managerem i trenerem był Cus D’Amato, ale w tym czasie koncentrował się na karierze Floyda Pattersona.
Boyd zmarł na nowotwór złośliwy.